# Mélange conceptuel
 (mai 2024).
La mise en forme du texte ne suit pas les recommandations de Wikipédia : il faut le « wikifier ».
Les points d'amélioration suivants sont les cas les plus fréquents. Le détail des points à revoir est peut-être précisé sur la page de discussion.
- Les titres sont pré-formatés par le logiciel. Ils ne sont ni en capitales, ni en gras.
- Le texte ne doit pas être écrit en capitales (les noms de famille non plus), ni en gras, ni en italique, ni en « petit »…
- Le gras n'est utilisé que pour surligner le titre de l'article dans l'introduction, une seule fois.
- L'italique est rarement utilisé : mots en langue étrangère, titres d'œuvres, noms de bateaux, etc.
- Les citations ne sont pas en italique mais en corps de texte normal. Elles sont entourées par des guillemets français : « et ».
- Les listes à puces sont à éviter, des paragraphes rédigés étant largement préférés. Les tableaux sont à réserver à la présentation de données structurées (résultats, etc.).
- Les appels de note de bas de page (petits chiffres en exposant, introduits par l'outil «  Source ») sont à placer entre la fin de phrase et le point final[comme ça].
- Les liens internes (vers d'autres articles de Wikipédia) sont à choisir avec parcimonie. Créez des liens vers des articles approfondissant le sujet. Les termes génériques sans rapport avec le sujet sont à éviter, ainsi que les répétitions de liens vers un même terme.
- Les liens externes sont à placer uniquement dans une section « Liens externes », à la fin de l'article. Ces liens sont à choisir avec parcimonie suivant les règles définies. Si un lien sert de source à l'article, son insertion dans le texte est à faire par les notes de bas de page.
- La présentation des références doit suivre les conventions bibliographiques. Il est recommandé d'utiliser les modèles {{Ouvrage}}, {{Chapitre}}, {{Article}}, {{Lien web}} et/ou {{Bibliographie}}. Le mode d'édition visuel peut mettre en forme automatiquement les références.
- Insérer une infobox (cadre d'informations à droite) n'est pas obligatoire pour parachever la mise en page.

Pour une aide détaillée, merci de consulter Aide:Wikification.
Si vous pensez que ces points ont été résolus, vous pouvez retirer ce bandeau et améliorer la mise en forme d'un autre article.
 (mai 2024).
En linguistique cognitive et en intelligence artificielle, le mélange ou l'intégration conceptuel(le) (conceptual blending en anglais), est une théorie de la cognition développée par Gilles Fauconnier et Mark Turner. Selon cette théorie, les éléments et relations issus de divers scénarios sont mélangés dans un processus subconscient, supposé omniprésent dans la pensée et le langage quotidien.

## Histoire
Le développement de cette théorie a commencé en 1993 et une première formulation représentative se trouve dans l'article en ligne « Intégration conceptuelle et expression formelle ». Turner et Fauconnier citent le livre d'Arthur Koestler de 1964 , The Act of Creation, comme l'un des premiers précurseurs du mélange conceptuel : Koestler avait identifié un modèle commun dans les réalisations créatives dans les arts, les sciences et l'humour qu'il avait appelé « bissociation des matrices ». Une version plus récente de la théorie du mélange, avec une terminologie quelque peu différente, a été présentée dans le livre de Turner et Fauconnier de 2002, The Way We Think. Le mélange conceptuel, dans la formulation de Fauconnier et Turner, est l'un des outils théoriques utilisés dans Where Mathematics Comes From de George Lakoff et Rafael Núñez, dans lequel les auteurs affirment que « la compréhension des mathématiques nécessite la maîtrise de vastes réseaux de mélanges métaphoriques ».

## Modèles informatiques
Le mélange conceptuel est étroitement lié aux théories basées sur les cadres, mais va au-delà de celles-ci principalement dans le sens où il s'agit d'une théorie sur la manière de combiner des cadres (ou des objets de type cadre). Un premier modèle informatique d'un processus appelé « application de vue », étroitement lié au mélange conceptuel (qui n'existait pas à l'époque), a été mis en œuvre dans les années 1980 par Shrager à l'Université Carnegie Mellon et au PARC, et appliqué dans les domaines du raisonnement causal sur des dispositifs complexes et du raisonnement scientifique. Des comptes-rendus calculatoires plus récents du mélange conceptuel ont été développés dans des domaines tels que les mathématiques. Certains modèles ultérieurs sont basés sur la mise en correspondance (mapping en anglais) de structure, qui n'existait pas au moment des implémentations antérieures. Récemment, dans le contexte d'extensions non monotones des systèmes de raisonnement de l'IA (et conformément aux théories basées sur les cadres), un cadre général capable de prendre en compte à la fois des combinaisons complexes de concepts de type humain (comme le problème PET-FISH) et des mélanges conceptuels a été testé et développé pour des applications à la fois de modélisation cognitive et de créativité informatique,.

## Statut philosophique de la théorie
Dans son livre L'esprit littéraire[page à préciser], Mark Turner déclare que
Le mélange conceptuel est un instrument fondamental de l’esprit utilisé quotidiennement et utilisé dans notre construal fondamentale de toutes nos réalités, du social au scientifique.

## Modèle en réseau

### Caractéristiques du mélange
Fauconnier et Turner décrivent les espaces mentaux comme de petits conteneurs conceptuels utilisés pour structurer les processus derrière le raisonnement et la communication humaine. Ils sont constamment créés au fur et à mesure que les gens pensent et parlent pour servir un objectif spécifique en fonction du contexte. La forme de base du réseau d'intégration se compose d'au moins quatre espaces séparés et interconnectés qui peuvent être modifiés à tout moment au fur et à mesure de la progression du discours,. Fauconnier et Turner suggèrent également que les espaces mentaux sont générés dans la mémoire de travail et sont connectés aux connaissances stockées dans la mémoire à long terme. Les éléments présents dans les espaces mentaux sont dits ressemblant à l’activation de groupes de neurones correspondants,.

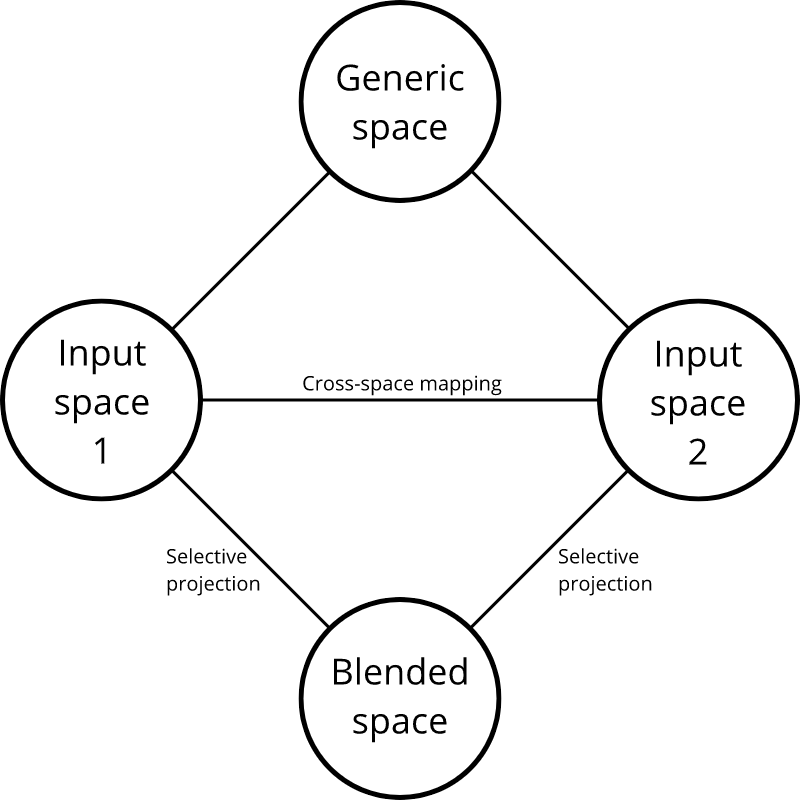
Le modèle de réseau

Différents types d’espaces mentaux proposés sont :
- Espace générique – capture une structure commune présente dans tous les espaces d'entrée
- Espace d'entrée - fournit le contenu d'une situation ou d'une idée spécifique
- Espace mixte – contient une structure générale d'un espace générique ainsi que des éléments d'espaces d'entrée choisis et mis en correspondance sur cet espace par projection sélective[13]

La mise en correspondance inter-espace des homologues représente divers types de connexions, telles que les connexions métaphoriques, entre les structures correspondantes dans les espaces d'entrée.
Dans certains des cas les plus complexes de réseaux d’intégration, il existe de multiples espaces d’entrée et mixtes,.

### Mélange
Le processus de mélange aboutit à la création d’une structure émergente dans l’espace mélangé. Cette nouvelle structure, qui ne se retrouve directement dans aucun des espaces d’entrée, est nécessaire pour atteindre un objectif particulier. La structure émergente est générée à travers les trois opérations suivantes :
- Composition – fournit des relations entre les éléments qui ne sont observables qu'en composant ensemble des éléments provenant d'espaces d'entrée séparés
- Achèvement – transmet à l'espace de fusion une signification supplémentaire associée aux éléments dans les espaces d'entrée
- Élaboration – représente l'idée d'exécuter dynamiquement le mélange comme s'il s'agissait d'une simulation[13]

La projection sélective fait référence à l'observation que depuis les espaces d'entrée, tout n'est pas projeté jusqu'au mélange.

### Exemple: Représentation mentale et recoupement de trajets
Pour illustrer le fonctionnement de ce mélange, Fauconnier et Turner présentent l'énigme du moine bouddhiste, évoquée à l'origine par Arthur Koestler dans son livre The Act of Creation (1964) :
Un moine bouddhiste commence un jour à l'aube à gravir une montagne, atteint le sommet au coucher du soleil, médite au sommet pendant plusieurs jours jusqu'à un jour où à l'aube, il redescend vers le pied de la montagne, qu'il atteint au coucher du soleil. Ne faisant aucune supposition sur ses départs, ses arrêts, ni sur son allure au cours des trajets, prouver qu'il existe un endroit sur le chemin qu'il occupe à la même heure de la journée lors des deux trajets.
Pour résoudre le problème, il faut imaginer le scénario dans lequel le moine monte et descend la montagne le même jour. Bien que cette situation soit fictive et improbable, elle peut néanmoins conduire à une solution. Avec le problème décrit de cette manière nouvelle, il est maintenant facile de comprendre qu'il y a un endroit où le moine recoupe son trajet montant à la même heure au cours de sa descente.
Un scénario dans lequel le moine monte un jour est représenté dans ce cas comme un espace à une entrée, alors que le jour où il descend est la deuxième entrée. La connexion entre le moine dans un espace d'entrée et le moine dans l'autre espace d'entrée est considérée comme un exemple de mis en correspondance inter-espaces. L'espace générique inclut, par exemple, le chemin de montagne car il s'agit de l'élément commun présent dans les deux entrées. L’espace mixte ou mélangé est le lieu où l’intégration se produit. Alors que certains éléments, comme le jour et le sentier de montagne, sont combinés et mis en correspondance sur l'espace mélangé comme un seul, d'autres éléments, comme les moines, sont projetés séparément. Parce que l'heure de la journée et la direction du mouvement du moine sont conservés durant la projection, il y a deux moines distincts dans le mélange. Dans cet espace, il est possible d'utiliser la nouvelle structure menant au croisement du moine avec lui-même.

### Types de réseaux d’intégration

#### Simplexe
Dans un réseau simplexe, l'un des espaces d'entrée contient des cadres d'organisation et l'autre comprend des éléments spécifiques. Dans ce type de réseau d'intégration, les rôles associés au cadre d'un espace d'entrée sont projetés sur l'espace mélangé avec les valeurs en tant qu'éléments de l'autre espace d'entrée. Ils sont ensuite intégrés dans une nouvelle structure.

#### Miroir
Un réseau miroir se caractérise par un cadre organisateur partagé par chacun des espaces mentaux. L’énigme du moine bouddhiste est un exemple de tel réseau.

#### Projection unique
Un réseau à projection unique se compose de deux espaces d'entrée qui ont des cadres d'organisation différents. Dans cette situation, une seule image est projetée dans l’espace fusionné.

#### Double projection
Dans un réseau à double projection, il existe deux cadres d'organisation différents dans les espaces d'entrée, et l'espace mélangé contient des parties de chacun de ces cadres provenant des deux espaces d'entrée.

### Relations vitales
Les relations vitales décrivent certaines des connexions entre les éléments des différents espaces d'entrée. Par exemple, dans l’énigme du moine bouddhiste, le temps est traité comme une relation vitale qui est comprimée dans l’espace mélangé et, par conséquent, le moine peut simultanément monter et descendre la montagne. Certains des autres types de relations vitales incluent les relations de cause à effet, de changement, d'espace, d'identité, de rôle et de partie d'un tout.

## Critique
La principale critique à l'encontre de la théorie du mélange conceptuel a été proposée par Raymond W. Gibbs Jr. (2000), qui a souligné le manque d'hypothèses testables, nécessaires pour que la théorie puisse prédire un comportement. Il a expliqué que la théorie du mélange ne peut pas être traitée comme une théorie unique mais plutôt comme un cadre. Cependant, comme il n’existe pas d’hypothèse fondamentale unique à tester, de nombreuses hypothèses différentes devraient plutôt être testées, ce qui peut poser problème pour la théorie. Gibbs a également suggéré que déduire des informations sur les processus linguistiques à partir de l'analyse des produits de ces processus n'est peut-être pas une approche correcte. En outre, il a proposé que d’autres théories linguistiques soient tout aussi efficaces pour expliquer les divers phénomènes cognitifs. Fauconnier a répondu directement à ces critiques.
La théorie a également été critiquée pour sa complexité inutile. Le modèle de réseau minimal nécessite au moins quatre espaces mentaux ; cependant, David Ritchie (2004) soutient que bon nombre des mélanges proposés pourraient s'expliquer par des processus d'intégration plus simples. Il a également démontré que certains exemples de mélanges comme celui du Moine Bouddhiste peuvent avoir une interprétation alternative.

## Sources
1. ↑  Turner et Fauconnier, « Conceptual Integration and Formal Expression » [archive du 16 mai 2006], University of California San Diego, 1995
2. ↑  Mark Turner et Gilles Fauconnier, The Way We Think. Conceptual Blending and the Mind's Hidden Complexities, New York, Basic Books, 2002, 37 p.
3. ↑  Gilles Fauconnier et Mark Turner, The Way We Think: Conceptual Blending and the Mind's Hidden Complexities, Basic Books, 2008
4. ↑  George Lakoff et Rafael Núñez, Where Mathematics Comes From, Basic Books, 2003 (ISBN 9780465037704, lire en ligne ), p. 48
5. ↑  Shrager, « Theory Change via View Application in Instructionless Learning », Machine Learning, vol. 2, no 3,‎ 1987, p. 247–276 (DOI 10.1007/bf00058681)
6. ↑  Jeff Shrager, Computational models of scientific discovery and theory formation, San Mateo, Calif., Morgan Kaufmann, coll. « Morgan Kaufmann series in machine learning », 1990 (ISBN 9781558601314), « Commonsense perception and the psychology of theory formation »
7. ↑  Guhe, Pease, Smaill et Martinez, « A computational account of conceptual blending in basic mathematics », Cognitive Systems Research, vol. 12, nos 3–4,‎ septembre 2011, p. 249–265 (DOI 10.1016/j.cogsys.2011.01.004, lire en ligne)
8. ↑  Lieto et Pozzato, « A description logic framework for commonsense conceptual combination integrating typicality, probabilities and cognitive heuristics », Journal of Experimental and Theoretical Artificial Intelligence, vol. 32, no 5,‎ 2020, p. 769–804 (DOI 10.1080/0952813X.2019.1672799, Bibcode 2020JETAI..32..769L, arXiv 1811.02366, S2CID 53224988)
9. ↑  Lieto, Perrone, Pozzato et Chiodino, « Beyond subgoaling: A dynamic knowledge generation framework for creative problem solving in cognitive architectures », Cognitive Systems Research, vol. 58,‎ 2019, p. 305–316 (DOI 10.1016/j.cogsys.2019.08.005, hdl 2318/1726157, S2CID 201127492)
10. ↑  Lieto et Pozzato, « Applying a description logic of typicality as a generative tool for concept combination in computational creativity », Intelligenza Artificiale, vol. 13,‎ 2019, p. 93–106 (DOI 10.3233/IA-180016, hdl 2318/1726158, S2CID 201827292)
11. ↑  Eleonora Chiodino et Davide Di Luccio « A Knowledge-based System for the Dynamic Generation and Classification of Novel Contents in Multimedia Broadcasting » (2020)  (DOI 10.3233/FAIA200154, lire en ligne)
—ECAI 2020, 24th European Conference on Artificial Intelligence
12. ↑  Mark Turner, The Literary Mind, New York, Oxford University Press, 1997, 93 p. (ISBN 9781602561120)
13. 1 2 3 4 5 6 7 8  Fauconnier et Turner, « Conceptual Integration Networks », Cognitive Science, vol. 22, no 2,‎ 1998, p. 133–187 (DOI 10.1207/s15516709cog2202_1)
14. 1 2 3 4  Fauconnier et Turner, « Conceptual Blending, Form and Meaning. », Recherches en Communication, vol. 19,‎ 2003 (DOI 10.14428/rec.v19i19.48413, lire en ligne)
15. 1 2 3 4  Brian J. Birdsell, The Bloomsbury Companion to Cognitive Linguistics, London, Bloomsbury, coll. « Bloomsbury companions », 2014, 72–90 p. (ISBN 9781441195098, DOI 10.5040/9781472593689.ch-005), « Fauconnier's theory of mental spaces and conceptual blending »
16. ↑  Gibbs, « Making good psychology out of blending theory », Cognitive Linguistics, vol. 11, nos 3–4,‎ 2000, p. 347–358 (DOI 10.1515/cogl.2001.020)
17. ↑  Fauconnier, « Semantics and Cognition », Revista Diadorim, vol. 22, no 3,‎ 2021 (DOI 10.35520/diadorim.2020.v22n2a38222, lire en ligne [archive du 21 juillet 2021], consulté le 18 juillet 2021)
18. ↑  Ritchie, « Lost in "conceptual space": Metaphors of conceptual integration », Metaphor and Symbol, vol. 19,‎ 2004, p. 31–50 (DOI 10.1207/S15327868MS1901_2, S2CID 144183373, lire en ligne, consulté le 14 juin 2020)